# Орна Барбивай
Орна Барбивай (івр. אורנה ברביבאי; нар. 5 вересня 1962, Рамла, Ізраїль) — ізраїльська політик та громадська діячка, депутат Кнесету від партії «Еш Атід» у рамках парламентської фракції «Еш Атід—Телем», віцеспікер кнесету.
Генерал-майор запасу Армії оборони Ізраїлю; на останній армійській посаді: голова Управління кадрів Генштабу армії (з червня 2011 року по вересень 2014 року).
Перша жінка в історії Держави Ізраїль, представлена до звання генерал-майора (алуф).

## Біографія
Орна Барбивай народилася 1962 року в Рамлі, Ізраїль, і виросла в районі Афула-Іліт в місті Афула. Вона була старшою з восьми дітей у родині Елі і Цили Шохатман, уродженців Румунії.

### Військова кар'єра
У 1981 році була призвана на службу в Армії оборони Ізраїлю. Виконувала ряд посад в рамках Ад'ютантської (адміністративно-стройової служби армії (івр. חיל השלישות). Крім того командувала курсом офіцерів ад'ютантської служби, очолювала відділ у справах жінок на Базі прийому і розподілу новобранців (івр. בקו"ם), командувала призовних пунктом міста Беер-Шева і служила ад'ютантом резервної дивізії.
В подальшому стала головою Відділу розподілу (івр. ענף מיון ושיבוץ), а потім головою Департаменту особового складу (івр. מחלקת סגל), в Командуванні сухопутних військ.
У листопаді 2003 року Барбивай була призначена ад'ютантом Центрального військового округу, а у вересні 2005 року її підвищено у званні до бригадного генерала. Була призначена головою Адъютантской служби армії (івр. קשל"ר).
У грудні 2006 року стала головою Відділення кадрів (івр. רחכ"א) у Командуванні сухопутних військ.
У червні 2008 року була призначена главою штабу (івр. רמ"ט) Управління кадрів Генштабу.
У відповідності з рішенням Начальника Генштабу генерал-лейтенанта Бені Ганца, затвердженим міністром оборони Егудом Бараком, 23 червня 2011 року Барбивай було присвоєно звання генерал-майора, і вона вступила на посаду керівника Управління кадрів Генштабу, змінивши на посаді генерал-майора Аві Заміра. Таким чином Барбивай стала першою жінкою в історії Держави Ізраїль, що отримала звання генерал-майора (алуф).
Під час святкування Дня незалежності Ізраїлю в 2014 році Барбивай отримала почесне право запалити один з факелів на урочистій церемонії на честь свята на площі на горі Герцля в Єрусалимі.
9 вересня 2014 року Барбивай передала командування Управлінням кадрів генерал-майору Хагі Тополянськи і вийшла у відпустку напередодні виходу в запас з армії.

### Після виходу в запас

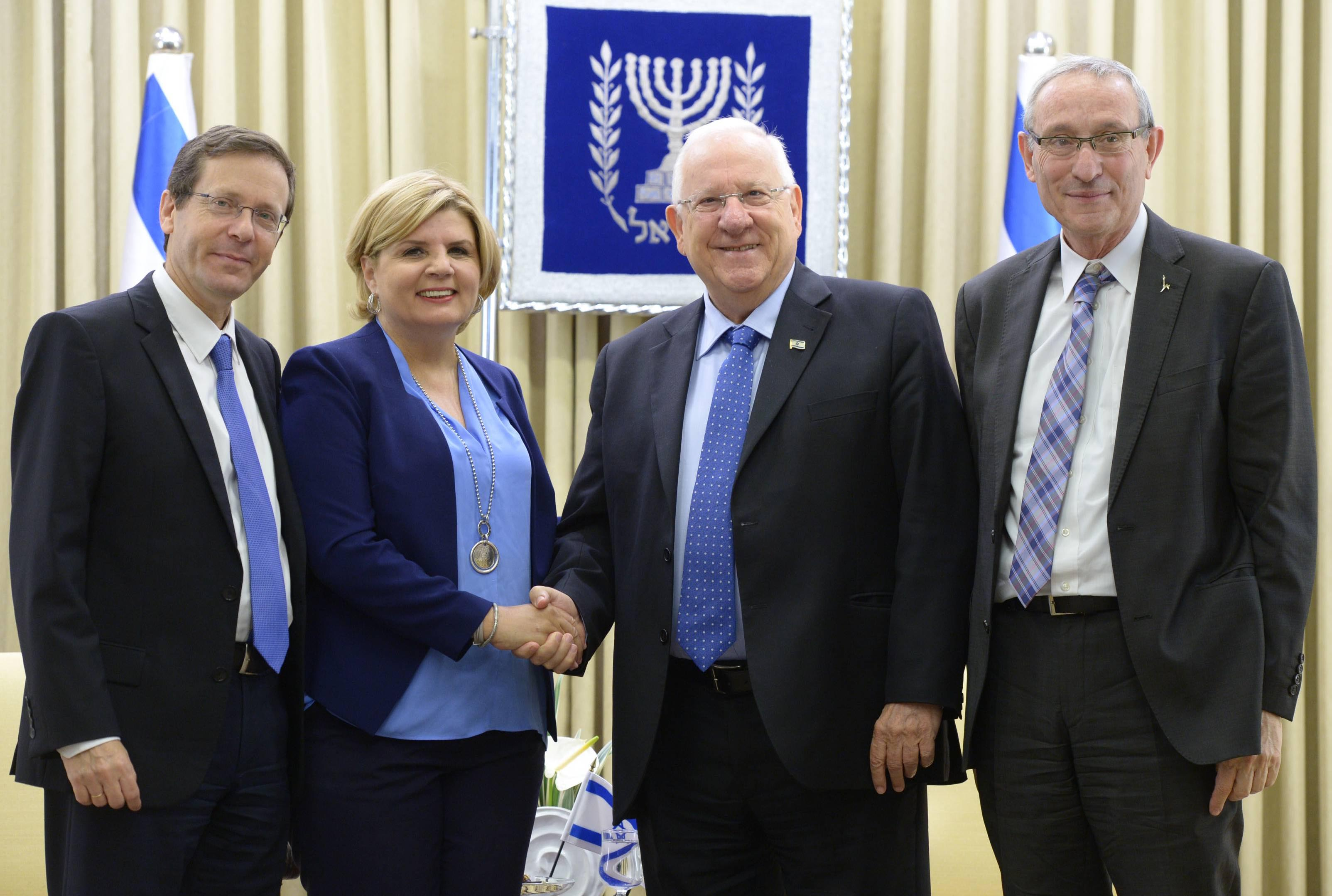
Орна Барбивай на церемонії нагородження премією імені Хаїма Херцога

Після закінчення військової служби Барбивай очолила на добровільній основі кампанію зі збору пожертв ізраїльського відділення Міжнародної жіночої сіоністської організації (ВІЦО), а в 2015 році була призначена генеральним директором благодійного Фонду національних проєктів.
Барбивай також входила до складу керівних органів некомерційної організації «Маоз» та Ізраїльського інституту демократії.
Викладала в Університеті імені Бар-Ілана і Міждисциплінарному центрі в Герцлії, а у вересні 2015 року була також призначена головою керуючої ради Академічного коледжу Ізрїльської долини.
У травні 2016 року Барбивай була удостоєна премії імені Хаїма Херцога за видатні досягнення у сфері безпеки Ізраїлю, включаючи просування участі жінок у військовій службі і лідерство в просуванні громадських та освітніх проєктів, як під час служби в армії, так і після неї.

### Політична кар'єра
1 січня 2019 року Барбивай оголосила про вступ до лав партії «Єш Атід», після чого вона була визначена кандидатом від партії на парламентських виборах до кнесету 21-го скликання, зайнявши четверте місце в партійному списку кандидатів.
Під час формування списку кандидатів альянсу «Кахоль-лаван», заснованого на підставі списків партій «Єш Атід», «Хосен ле-Ізраїль» і «Лем», Барбивай увійшла до списку на десятому місці і була обрана депутатом кнесету 21-го скликання, після того як за результатами виборів, що відбулися 9 квітня 2019 року, альянс «Кахоль-лаван» виборов 35 місць в кнесеті.
На виборах до кнесету 22-го скликання, які відбулися 17 вересня 2019 року, Барбивай знову увійшла до списку кандидатів альянсу «Кахоль-лаван» на десятому місці і була обрана до кнесету після того, як альянс «Кахоль-лаван» посів за результатами виборів 33 місця в кнесеті.
В кнесеті 22-го скликання була членом Комісії з закордонних справ і безпеки.
На виборах в кнесет 23-го скликання, що відбулися 2 березня 2020 року, Барбивай знову увійшла до списку кандидатів альянсу «Кахоль-лаван» на десятому місці і знову була обрана до кнесету після того, як альянс «Кахоль-лаван» посів за результатами виборів 33 місця в кнесеті.
При розпаді альянсу «Кахоль-лаван» внаслідок незгоди членів альянсу з питання вступу в коаліцію з партією «Лікуд» з метою формування уряду національної єдності партії «Єш Атід», включаючи Барбивай, і «Лем» вийшли зі складу альянсу, створивши парламентську фракцію «Еш Атід—Телем», що перейшла в опозицію.
В кнесеті 23-го скликання залишається членом Комісії з закордонних справ і безпеки, а з 27 травня 2020 року обіймає також посаду віце-спікера кнесету.

### Навчання та особисте життя
За час служби в армії Барбивай отримала ступінь бакалавра Університету імені Бен-Гуріона (у галузі соціології і гуманітарних наук) і ступінь магістра ділового адміністрування ізраїльського відділення Університету Дербі.
Одружена з Моше Барбиваєм. У шлюбі народила трьох дітей (дві дочки, Таль і Мор, одна з яких служить офіцером в армії, і молодший син Ішай), проживає в Гедері.

## Публікації
- אלוף אורנה ברביבאי צה"ל — מעל לכל מחלוקת (Генерал-майор Орна Барбивай, «Армія оборони Ізраїлю — вище всіх чвар [Архівовано 26 травня 2021 у Wayback Machine.]»), Ynet (1.10.11) (івр.)